# Cinesiologia Aplicada

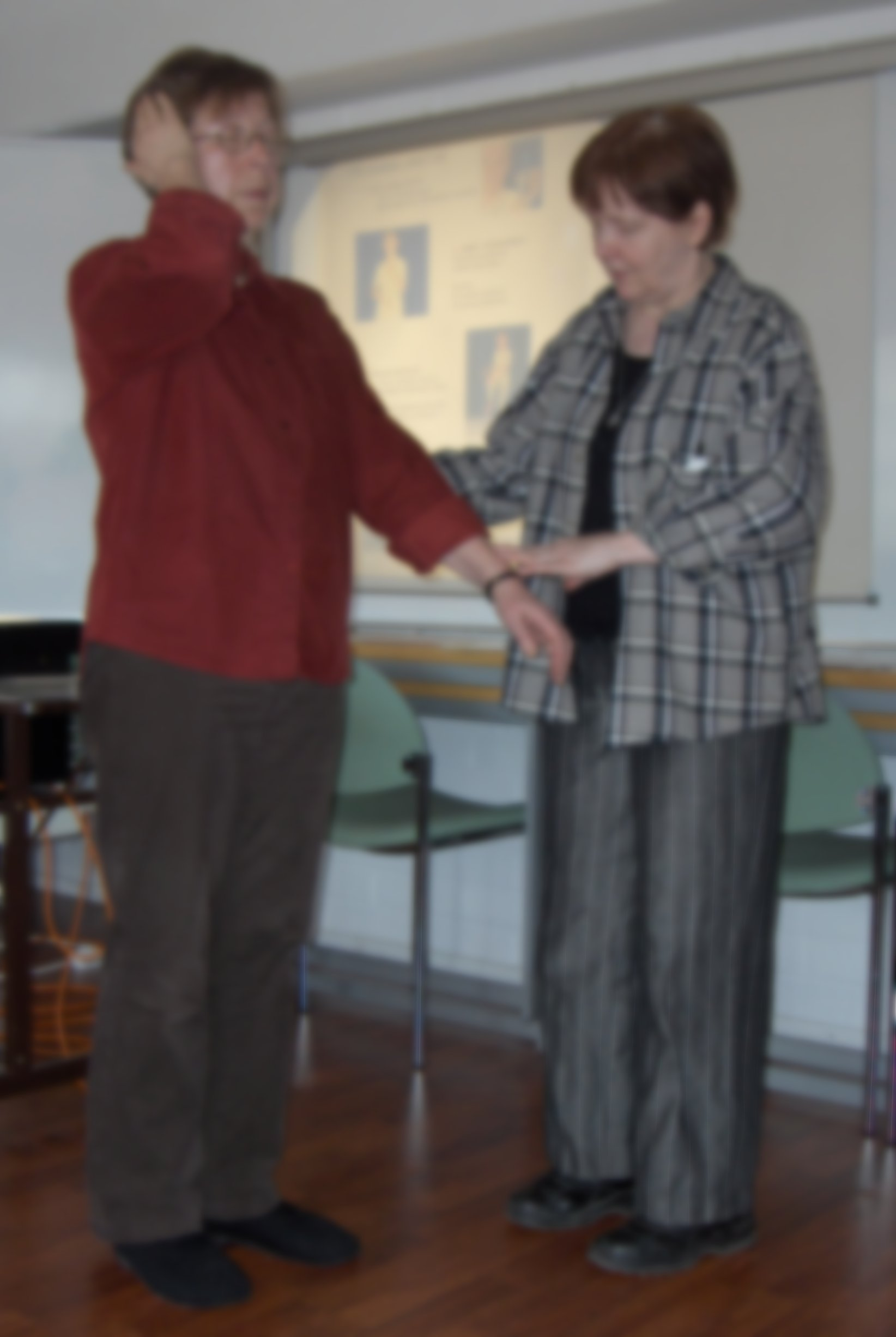
Um cinesiologista energético que mostra como fazer um teste muscular para diagnosticar o hemisfério cerebral dominante.

Este artigo é sobre um método quiroprático de medicina alternativa. Para o estudo científico do movimento humano, veja Cinesiologia.
A Cinesiologia Aplicada ("Applied Kinesiology", ou "AK/CA") é uma técnica pseudocientífica na medicina alternativa que alega ser capaz de diagnosticar doenças e designar tratamentos com base na testagem da fraqueza e força dos músculos.
De acordo com suas diretrizes sobre testes de diagnóstico de alergia, o American College of Allergy, Asthma and Immunology (Faculdade Americana de Alergia, Asma e Imunologia) declarou que "não há evidências de validade diagnóstica" da técnica. "Outro estudo indicou que o uso da Cinesiologia Aplicada para avaliar o estado nutricional não é mais útil do que adivinhação aleatória", e a American Cancer Society (Sociedade Americana do Câncer) disse que "as evidências científicas não apoiam a alegação de que a Cinesiologia Aplicada pode diagnosticar ou tratar o câncer ou outra doença".
Existem outras técnicas pseudocientíficas relacionadas ao mesmo efeito ideomotor, como “Comunicação Facilitada”, que foram desmascaradas com extensa literatura científica, conforme explicado no documentário da série Frontline “Prisioneiros do Silêncio: Sobre o Autismo e Comunicação Facilitada”. Os efeitos da psicografia, rabdomancia, comunicação facilitada e tabuleiros Ouija foram atribuídos ao fenômeno.

## História e uso na atualidade
George J. Goodheart, um quiroprático, originou a Cinesiologia Aplicada em 1964 e começou a ensiná-la a outros quiropráticos. Uma organização de líderes de grupos de estudos de Goodheart começou a se reunir em 1973 e escolheu para sua fundação o nome de Faculdade Internacional de Cinesiologia Aplicada (International College of Applied Kinesiology, ou ICAK) em 1974, adotou estatutos e elegeu dirigentes em 1975, e "certificou" seus membros fundadores (chamados de "diplomatas ") em 1976. ICAK agora considera 1976 como a data em que foi fundada e 1973 como a data em que seu primeiro presidente tomou posse.
Embora essa prática seja usada principalmente por quiropráticos, a CA também é usada por vários outros profissionais de terapia complementar. Em 2003, foi a décima técnica de quiropraxia mais usada nos Estados Unidos, com 37,6% dos quiropráticos empregando esse método e 12,9% dos pacientes sendo tratados com ela. Algumas técnicas básicas baseadas na CA também foram usadas por distribuidores de suplementos alimentares, incluindo alguns de marketing multinível, e até mesmo gurus espirituais.

## Alegações de eficácia
A Cinesiologia Aplicada é apresentada como um sistema que avalia os aspectos estruturais, químicos e mentais da saúde usando um método conhecido como teste de resposta muscular ou teste muscular manual (MMT) ao lado de métodos convencionais de diagnóstico. A premissa essencial da técnica, que não é compartilhada pela teoria médica convencional, é que toda disfunção orgânica é acompanhada por uma fraqueza em um músculo correspondente específico no que é denominado "relação viscerossomática". Modalidades de tratamento praticadas por profissionais de CA incluem manipulação e mobilização articular, terapias miofasciais, cranianas e meridianas, nutrição clínica e aconselhamento dietético.

### Teste muscular
Um teste muscular manual em CA é conduzido fazendo com que o paciente resista usando o músculo ou grupo de músculos alvo enquanto o praticante aplica uma força. Uma resposta suave às vezes é chamada de "músculo forte" e uma resposta inadequada às vezes é chamada de "resposta fraca". Este não é um teste bruto de força, mas sim uma avaliação subjetiva da tensão no músculo e suavidade da resposta, considerada um indicativo de uma diferença na resposta das células fusiformes durante a contração. Essas diferenças na resposta muscular são indicativas de vários estresses e desequilíbrios no corpo.[carece de fontes?] Um teste de músculo fraco é equiparado à disfunção e o desequilíbrio químico ou estrutural ou estresse mental, indicativo de funcionamento abaixo do ideal.[carece de fontes?] Pode ser um funcionamento subótimo do músculo-alvo testado, ou um músculo com funcionamento normalmente ótimo pode ser usado como um músculo indicador para outro teste fisiológico. Um teste comumente conhecido e muito básico é o teste de puxar o braço para baixo, ou "teste Delta", em que o paciente resiste enquanto o médico exerce uma força para baixo em um braço estendido. O posicionamento adequado é fundamental para garantir que o músculo em questão seja isolado ou posicionado como o motor principal, minimizando a interferência de grupos musculares adjacentes.

### Teste nutricional
O teste nutricional é usado para examinar a resposta dos músculos de vários pacientes a diversos produtos químicos. Diz-se que a estimulação gustativa e olfatória altera o resultado de um teste muscular manual, com músculos anteriormente fracos sendo fortalecidos pela aplicação do suplemento nutricional correto e músculos anteriormente fortes sendo enfraquecidos pela exposição a substâncias ou alérgenos prejudiciais ou desequilibrantes. Embora seu uso seja reprovado pelo ICAK, a estimulação para testar a resposta muscular a uma determinada substância química também é feita por contato ou proximidade (por exemplo, teste enquanto o paciente segura um frasco de comprimidos).

### Localização de terapia
A localização da terapia é outra técnica de diagnóstico que usa o teste muscular manual que é exclusiva da Cinesiologia Aplicada. O paciente coloca a mão que não está sendo testada na pele, sobre uma área suspeita de necessitar de atenção terapêutica. Este contato  pode levar a uma mudança na resposta muscular de forte para fraca ou vice-versa quando a intervenção terapêutica é indicada. Se a área tocada não estiver associada à necessidade de tal intervenção, a resposta muscular não será afetada.[carece de fontes?]

## Pesquisa científica
Em 2015, o Australian Government's Department of Health (Departamento de Saúde do Governo Australiano) publicou os resultados de uma revisão de terapias alternativas que procurava determinar se alguma era adequada para ser coberta pelo seguro saúde; a Cinesiologia Aplicada foi uma das 17 terapias avaliadas para as quais nenhuma evidência clara de eficácia foi encontrada. De acordo com a American Cancer Society, "as evidências científicas disponíveis não apoiam a alegação de que a Cinesiologia Aplicada pode diagnosticar ou tratar o câncer ou outras doenças".
Uma revisão de vários estudos científicos de procedimentos específicos de CA e testes de diagnóstico concluiu: "Quando a CA é desvinculada do teste muscular ortopédico padrão, os poucos estudos que avaliam procedimentos exclusivos da CA refutam ou não podem apoiar a validade dos procedimentos da técnica como testes diagnósticos. As evidências até o momento, não apoiam o uso de teste muscular manual para o diagnóstico de doenças orgânicas ou condições pré/subclínicas." Outro concluiu que "Há pouca ou nenhuma justificativa científica para esses métodos. Os resultados não são reprodutíveis quando submetidos a testes rigorosos e não se correlacionam com evidência clínica de alergia." Um estudo duplo-cego foi conduzido pela Fundação ALTA para Pesquisa em Medicina Esportiva em Santa Monica, Califórnia, e publicado no Journal of American Dietetic Association de junho de 1988. O estudo usou três praticantes de CA experientes e concluiu que, "Os resultados deste estudo indicaram que o uso da Cinesiologia Aplicada para avaliar o estado nutricional não é mais útil do que adivinhação aleatória."
Apesar de mais de quatro décadas de revisão, ECR (ensaios clínicos randomizados e controlados) e outros métodos de avaliação, mesmo pesquisadores investidos emitiram a seguinte opinião:
Um problema é a falta de ensaios clínicos randomizados para substanciar (ou refutar) a utilidade clínica (eficácia, efetividade) das intervenções quiropráticas com base nos achados do MMT. Além disso, como a etiologia de uma fraqueza muscular pode ser multifatorial, qualquer ECR que emprega apenas um modo de terapia para apenas uma área do corpo pode produzir resultados ruins devido a essas limitações.

## Críticas
Quase todos os testes de AK são subjetivos, baseando-se exclusivamente na avaliação do profissional da resposta muscular. Especificamente, alguns estudos mostraram que a confiabilidade teste-reteste, a confiabilidade inter-testador e a precisão não apresentam correlações melhores do que o acaso. Alguns céticos argumentaram que não há compreensão científica da teoria subjacente proposta de uma relação viscerossomática, e a eficácia da modalidade não é estabelecida em alguns casos e duvidosa em outros. Os céticos também apontam a CA como "charlatanismo", "misticismo" e uma interpretação errônea do efeito ideomotor. Também foi criticado em bases teóricas e empíricas, e caracterizado como pseudociência. Com apenas relatos anedóticos alegando fornecer evidências positivas para a eficácia da prática, uma revisão de estudos revisados por pares concluiu que a "evidência até o momento não apoia o uso da CA para o diagnóstico de doenças orgânicas ou condições pré/subclínicas."

## Declaração de posição de institutos de saúde

### Diagnose de alergia
Nos EUA, a Academia Americana de Alergia, Asma e Imunologia e o Instituto Nacional de Alergia e Doenças Infecciosas aconselharam que a Cinesiologia Aplicada não seja usada no diagnóstico de alergias. A Academia Europeia de Alergologia e Imunologia Clínica, o Instituto Nacional de Excelência Clínica do Reino Unido, a Sociedade Australiana de Imunologia Clínica e Alergia e a Sociedade de Alergia da África do Sul tem também aconselhou da mesma forma. A Organização Mundial da Alergia não tem uma posição formal sobre Cinesiologia Aplicada, mas em materiais educacionais de seu programa Global Resources In Allergy ela lista a Cinesiologia Aplicada como um teste não comprovado e a descreve como inútil. Em 1998, um pequeno estudo piloto publicado no International Journal of Neuroscience mostrou uma correlação entre testes musculares de Cinesiologia Aplicada e os níveis de imunoglobulina sérica para alergias alimentares. 19 de 21 (90,5%) suspeitas de alergia alimentar diagnosticadas por Cinesiologia Aplicada foram confirmadas por testes de imunoglobulina sérica. Uma revisão de acompanhamento publicada em 2005 na Current Opinion of Allergy and Clinical Immunology concluiu que a Cinesiologia Aplicada não tinha base comprovada para o diagnóstico.

### American Chiropractic Association (Associação de Quiropraxia Americana)
De acordo com a American Chiropractic Association, em 2003 a Cinesiologia Aplicada foi a décima técnica de quiropraxia mais usada nos Estados Unidos, com 37,6% dos quiropráticos empregando esse método e 12,9% dos pacientes sendo tratados com ele. Eles descrevem a CA da seguinte forma:
Esta é uma abordagem para o tratamento quiroprático em que vários procedimentos específicos podem ser combinados. Técnicas de ajuste diversificadas/manipulativas podem ser utilizadas com intervenções nutricionais, juntamente com massagem leve em vários pontos denominados pontos neurolinfáticos e neurovasculares. A tomada de decisão clínica geralmente é baseada em testes e avaliação da força muscular.

### Danish Chiropractic Association (Associação de Quiropraxia Dinamarquesa)
De acordo com uma carta de 26 de março de 1998, da DKF (Dansk Kiropraktor Forening - Associação de Quiropraxia Dinamarquesa), após reclamações públicas de pacientes recebendo tratamento homeopático e/ou CA em vez de tratamento quiroprático padrão (definido pelo DKF), a instituição determinou que a Cinesiologia Aplicada não é uma forma de tratamento quiroprático e não deve ser apresentada ao público como tal. CA e homeopatia podem continuar a ser praticadas por quiropráticos, desde que seja considerada alternativa e adjuvante ao tratamento quiroprático e não seja realizada em uma clínica de Quiropraxia. Os quiropráticos não podem inferir ou sugerir que a profissão de Quiropraxia dinamarquesa endossa CA como legítima ou eficaz, nem a palavra/título quiropraxia/quiroprático pode ser usada ou associada à prática de Cinesiologia Aplicada.